# 다롄인민방송
다롄인민방송(중국어: 大连人民广播电台)은 중화인민공화국 랴오닝성 다롄시의 라디오 방송국으로, 1946년 1월 16일에 설립되었다.

## 연혁
- 1945년 12월 : 일본에 의해 설립된 "다롄 중앙 방송국(大连中央放送局)"이 다롄 시 정부에 인수됨.
- 1946년 1월 16일 : "다롄 라디오 방송(大连广播电台)" 설립.[1]
- 1947년 5월 1일 : "관둥 라디오 방송(关东广播电台)"으로 개칭, 호출 부호는 XGTR.
- 1949년 4월 1일 : "다롄신화방송(大连新华广播电台)"으로 개칭.
- 1949년 7월 14일 : "다롄인민방송(大连人民广播电台)"으로 개칭.
- 1951년 1월 : 다롄 시가 뤼순 시를 합병하여 “뤼다(旅大)시”로 바뀌면서, "뤼다인민방송(旅大人民广播电台)"으로 개칭.
- 1968년 7월 : 라디오혁위회(电台革委会) 설립.
- 1973년 2월 : 다롄시 방송 사업국(大连市广播事业局)을 설립, 라디오 방송국 사무소를 운영.
- 1981년 3월 : 1981년 2월 9일에 국무원을 통한 승인으로 뤼다(旅大)시가 “다롄(大连)”시로 바뀌면서, 방송국명도 현재의 "다롄인민방송(大连人民广播电台)"으로 개칭.
- 1984년 8월 : 라디오 방송국 및 다롄시 방송 사업국이 현급 단위로 분리됨.
- 1986년 1월 : 다롄 방송(大连广播电视台) 산하로, 부국(副局)급 편제 단위로 승격됨.

## 방송 채널
- 뉴스 방송 (新闻广播)（AM 882、FM 103.3）
- 금융 방송 (财经广播)（AM 1152、FM 93.1）
- 스포츠 방송 (体育广播)（FM 105.7）
- 교통 방송 (交通广播)（FM 100.8）
- 어린이 방송 (少儿广播)（FM 106.7）
- 도시 방송 (都市广播)（FM 99.1）
- 新城乡广播 (애칭 Happiness Radio)（AM 1575、FM 95.6）